# Planet Ottakring
Planet Ottakring ist ein österreichischer Spielfilm von Michael Riebl aus dem Jahr 2015. Produziert wurde der Film von der „Prisma Film“. Kinostart in Österreich war am 14. August 2015.

## Handlung
Disko, der letzte „Pate“ von Ottakring, stirbt. Diskos Erbe ist Sammy, ein Wiener Kleinganove und Strizzi mit Schmäh und übergroßem Selbstbewusstsein, aber einem guten Herz. Er dealt mit Marihuana und ist für jeden Flirt zu haben. Nebenbei studiert er auf Anregung seines kommunistischen Großvaters, einem ehemaligen Buchhalter, Wirtschaft. Kredithai Frau Jahn versucht mit ihren Schergen die Macht zu übernehmen und terrorisiert den Bezirk. Die deutsche Wirtschaftsstudentin Valerie will eine Uniarbeit über die „Schattenwirtschaft im europäischen Subproletariat“ schreiben und wählt den „sozialen Hotspot der Ösis“, den 16. Wiener Bezirk, als Objekt für ihre Forschungen. Gemeinsam mit Sammy und seinen Freunden bildet sie eine Allianz gegen Frau Jahn. Dabei entdecken sie ein Wirtschaftssystem, von dem alle profitieren könnten. Sie führen eine Regionalwährung ein und drucken aus alten Schillingnoten rote „Kommunistenhunderter“. Zwischen Sammy und Valerie entwickelt sich eine Romanze.

## Produktion
Die Dreharbeiten fanden im Sommer 2014 in Wien statt. Bei dem Film handelt es sich um das Kinodebüt von Schnell-ermittelt-Regisseur Michi Riebl. Unterstützt wurde der Film vom Filmfonds Wien, dem Österreichischen Filminstitut, Filmstandort Austria und dem ORF.
Der Titelsong Ottakring sowie Eh ok wurden vom Musiker Thomas Petritsch (Effi) geschrieben und von seiner Band Granada eingespielt.

## Kritik
Die Tageszeitung Kurier bezeichnete die Filmcrew als „flott inszenierte kleinkriminelle Spaßtruppe mit Kottan-Nostalgie-Schmäh“. Der ORF würdigte den Film als „Feel-good-Movie mit einer Extraportion Moral und ein paar guten Lachern“. DerStandard.at urteilte „...zwar nicht wirklich lustig, aber immerhin hält sich der Blödelfaktor in Grenzen“.

## Auszeichnungen
Susi Stach war für ihre Darstellung der Frau Jahn in der Kategorie Beste weibliche Nebenrolle für den Österreichischen Filmpreis 2016 nominiert, Thomas Szabolcs, Torsten Heinemann, Bernhard Bamberger und Bernhard Maisch waren in der Kategorie Beste Tongestaltung nominiert.